# Sindrom policističnih jajnika
Sindrom policističnih jajanika (PCOS) je poremećaj nepoznatog uzroka koju karakterizira poremećaji menstrualnog ciklusa, anovulacija i znakovi hiperandrogenizma. Bolest se naziva i Stein-Leventhalov sindrom, prema Steinu i Leventhalu koji su prvi prepoznali vezu između policističnih jajnika, znakova hirzuitizma i amenoreje.

## Uzrok bolesti
Točan uzrok nastanka bolesti nije utvrđen. Kod oboljelih se može utvrditi poremećaji metabolizma androgena i estrogena i poremećaji kontrole stvaranja androgena. Kod većine nalazimo visoke serumske koncentracija androgenih hormona (testosteron, androstenedion, dehidroepiandrosterone sulfat tj. DHEA-S) iako vrijednosti mogu biti i normalne. Bolest je povezana i s perifernom inzulinskom rezistencijom i hiperinzulinemijom, te pretilošću. 

## Simptomi i znakovi bolesti
Oboljele od PCOS obično imaju poremećene menstrualne cikluse zbog kronične anovulacija. Hiperandoregenizam se manifestira kao pojačana dlakavost po muškom tipu distribucije u pubičnoj regiji te pojačana dlakavost brade, gornje usnice, bradavice. Rjeđe kao gubitak kose. Moguća je pojava akni. Često oboljele imaju centralni tip pretilosti, hiperlipidemiju, intoleraciju glukoza koje može preći u šećernu bolest. Pojavljuje se difuzno zadebljanje i hiperpigmentacija dijelova kože (acanthosis nigricans).

## Dijagnostički kriteriji
Dijagnostički kriteriji za utvrđivanje bolesti razvijali su se kroz povijest.
Rotterdamski kriteriji iz 2013. za dijagnozu bolesti endokrinološkog društva. Potrebno je utvrditi dva od tri poremećaja:
- suvišak androgena
- ovulatorna disfunkcija
- policistični jajnici

te je potrebno je isključiti ostale bolesti koji mogu uzrokovati navedene poremećaje (npr. hiperprolaktinemija, bolesti štitnjače, određene oblike kongenitalne adrenalne hiperplazije)

## Liječenje
Liječenjem bolesti sastoji se od ispravljanja određenih poremećaja. Peroralnom hormonskom kontracepcijom postiže se redovan menstruacijski ciklus i ovulacija. Za liječenje hirzuitizma koriste se lijekovi koji blokiraju učinak androgena. Oboljeli koji razviju šećernu bolest tip 2 u liječenju se preporučuje metformin. Nekoliko lokalnih topičnih pripravaka (npr. retinoidi) i oralnih antibiotika moguće je koristiti u liječnju akni. Za teže slučajeve akni koristi se sustavna primjena isotretionina.